# 1987年の映画
1987年の映画（1987ねんのえいが）では、1987年（昭和62年）の映画分野の動向についてまとめる。
1986年の映画 - 1987年の映画 - 1988年の映画

## 出来事

### 世界
- 2月1日 - ハリウッド誕生100周年[1]。
- 3月3日
  - 第37回ベルリン映画祭で『海と毒薬』(熊井啓監督)が銀熊賞受賞[1]。
  - 米俳優・ダニー・ケイ死去[1]。
- 5月1日 - ワーナー・ブラザース・インターナショナル、ディズニーとタッチストーン映画の全作品を全世界で劇場配給を行う協定の成立を発表[1]。
- 5月7日～19日 - 第40回カンヌ国際映画祭が開催され、三國連太郎の『親鸞 白い道』 が審査員賞を受賞[要出典]。
- 7月15日 - 『イタズ 熊』（後藤俊夫監督）、第15回モスクワ国際映画祭のパノラマ部門で特別招待上映が決定[2]。
- 9月 - 『女衒 ZEGEN』（今村昌平監督）、スペイン・カディス大西洋国際映画祭（スペイン語版）でグランプリ獲得[2]。
- 9月14日 - 東宝、『竹取物語』（市川崑監督）、ニューヨーク・ワールド・プレミアショー開催[1]。
- 12月31日 - 東宝ローマ駐在員事務所閉鎖[3]。

### 日本
- 1月

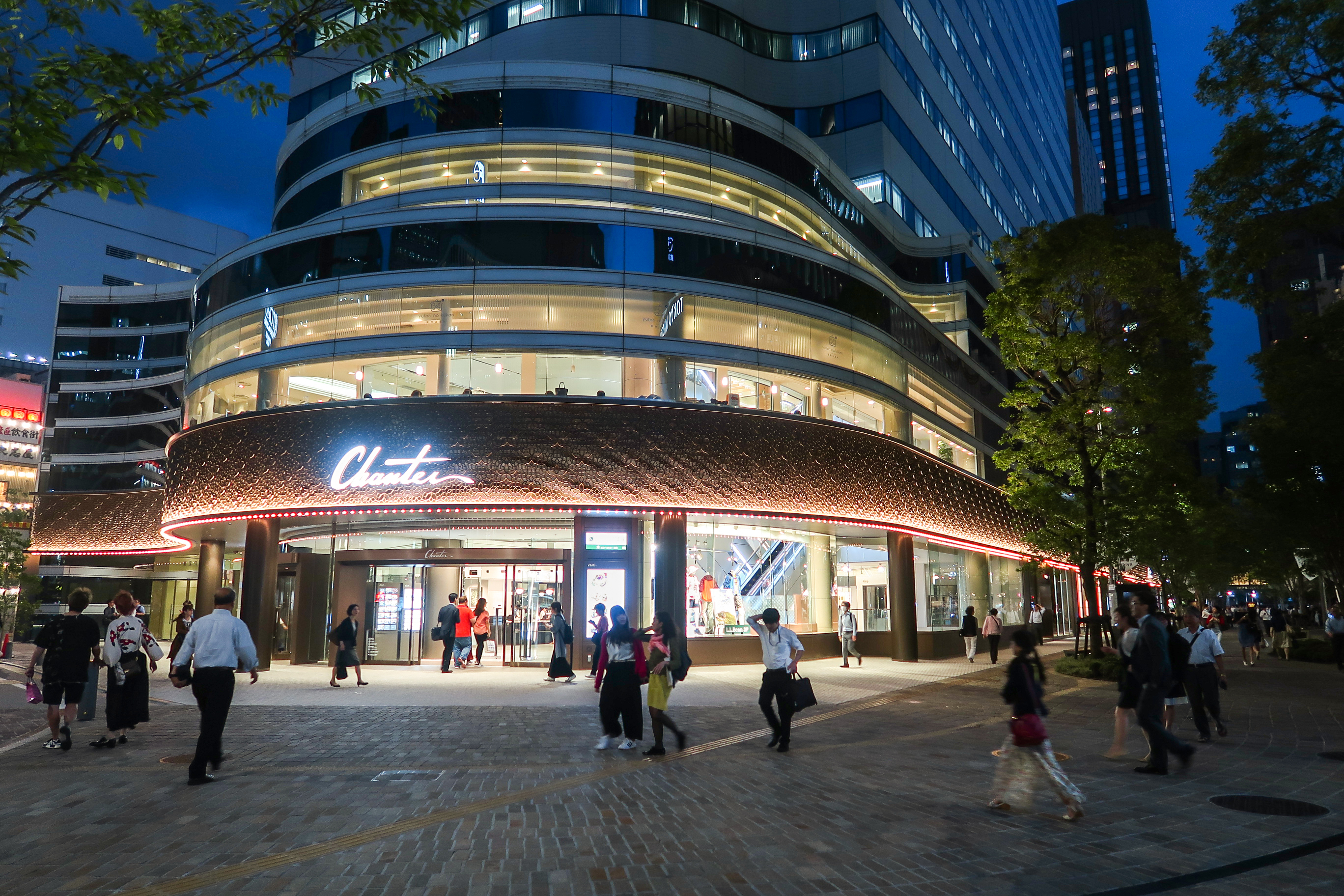
日比谷シャンテ

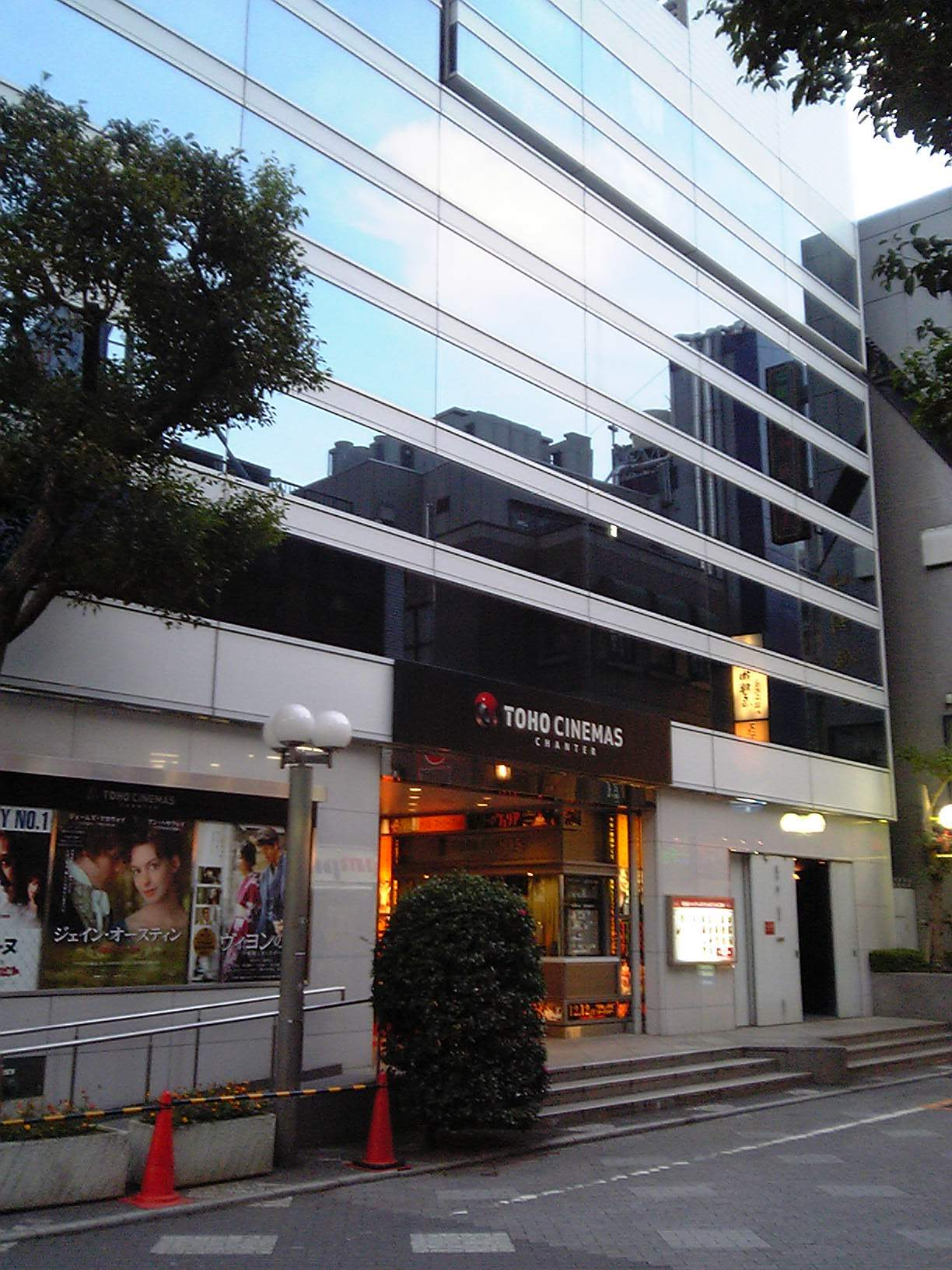
シャンテ・シネ

  - 東宝、昭和61年度（1-12月）の映画営業部門の年間配収163億9200万円で新記録達成[1]。
  - 1月10日 - 『夜汽車』（山下耕作監督）、高知東映先行上映、堅調なスタート[2]。1月15日、全国一斉公開[2]。
  - 1月31日
    - 元ATG社長・井関種雄死去[1]。
    - 渡辺プロダクション社長・渡辺晋死去[1]。
- 2月
  - 2月12日 - 映画字幕翻訳者協会が翻訳料の値上げ、翻訳原稿の二次使用料徴収などを決議[1]。
  - 2月22日 - 第2回「東宝シンデレラ」に小高恵美、審査員特別賞に江野脇由紀（現・水野真紀）[1]。
  - 2月27日 - 昭和61年度芸術選奨映画部門で文部大臣新人賞を斉藤由貴（『恋する女たち』（大森一樹監督））が受賞[1]。
- 3月
  - 3月7日 - 東京・銀座テアトル西友オープン[1]。
  - 3月21日 - 『ビー・バップ・ハイスクール 高校与太郎行進曲』（那須博之監督） / 『本場ぢょしこうマニュアル 初恋微熱篇』（中田新一監督）封切、ヒット[2]。
- 4月
  - 日本ビクター、S-VHSビデオデッキ（HR-S7000）発売[1]。
  - 4月9日 - パラマウント映画創立75周年記念作品『アンタッチャブル』（ブライアン・デ・パルマ監督）を東宝創立55周年記念作品として10月3日に公開することを発表[1]。
  - 4月18日
    - 東宝、都内直営15館で60歳以上の観客に対しシニア料金を設定、入場料金は小人料金と同額（1000円）に割引[1]。
    - 松竹・東急系もGW作品からシニア料金導入決定[1]。
    - ダイヤモンドホテルで東宝配給、スタジオジブリ制作の長編アニメーション映画・「となりのトトロ」＆「火垂るの墓」の製作発表会が開かれ、宮崎駿（原作、脚本、監督）、高畑勲（脚本、監督）、野坂昭如（小説家）、宣伝顧問の堀内實三（東宝取締役）、徳間康快（徳間書店代表取締役社長）、佐藤亮一（新潮社代表取締役社長）、スタジオジブリ主催の原徹エグゼクティブプロデューサーが出席[4]。
- 6月
  - 6月1日 - 東宝、東京・『多摩サンリオ・コミュニケーション・ワールド』（のちの『サンリオピューロランド』）建設・運営推進本部設置[1]。
  - 6月16日 - 俳優・鶴田浩二死去[1]。
- 7月
  - 7月1日
    - レジャー産業およびビル賃貸業の恵通企業が「ヒューマックス」と改称[1]。
    - 日本ウォルト・ディズニー・プロダクションズが「ウォルト・ディズニー・ジャパン」と改称[1]。

  - 7月4日 - 東京・新宿ピカデリーの2階を改築し、新宿ピカデリー2オープン[1]。
  - 7月8日 - モーション・ピクチャー・アソシエーション・オブ・アメリカ（MPAA）の5社が福岡県のビデオ店を著作権侵害で福岡地裁に提訴[1]。
  - 7月17日 - 俳優・石原裕次郎死去[1]。
  - 7月25日 - 神奈川県・川崎チネチッタ5館オープン[1]。
- 8月
  - 8月5日 - 映画議員連盟結成[1]。
  - 8月29日 - 秋田東映パラス劇場、『イタズ 熊』（後藤俊夫監督）を先行ロードショー[2]。
- 9月
  - 9月7日 - 70年の歴史を持つ新国劇、解散が決定[1]。
  - 9月25日 - 第2回東京国際映画祭開幕(10月4日まで)[2][1]。今回よりインターナショナルコンペティション部門新設[2]。
- 10月
  - 10月1日 - 日本ビデオ協会、ビデオの真正品と海賊版の判別用に偏光シールの使用を開始[1]。
  - 10月2日
    - 日比谷シャンテの1階と地下1階を利用したTBS日比谷スタジオが完成[1]。
    - 有楽町マリオン第2期工事竣工[2][1]。10月3日、丸の内松竹[1]、丸の内ルーブル営業開始[2]。

  - 10月7日 - 創立55周年記念「全国東宝会」開催[1]。
  - 10月8日 - 東宝日比谷ビル（日比谷シャンテ）竣工[1]。合歓の広場の手形除幕式挙行、スター62人の手形埋設[1]。
  - 10月9日
    - 日比谷シャンテ開業[1]。
    - シャンテ・シネ1は『グッドモーニング・バビロン!』（監督・タヴィアーニ兄弟）、シャンテ・シネ2は『紳士協定』（エリア・カザン監督）で2劇場オープン[1]。

  - 10月10日 - 国際映像ソフトフェア'87 第2回映像ソフト大賞ビデオ部門で、東宝ビデオ『マルサの女をマルサする』（周防正行監督）が優秀作品賞・東京都知事賞受賞[1]。
  - 10月24日 - 丸の内東映パラス劇場、丸の内ルーブルの開場と合わせ新装オープン[2]。ST系〔松竹東急系〕の編成替えに伴い、新宿シネマミラノ、渋谷東急2とチェーン編成することになった[2]。
- 12月
  - 全国レンタルビデオ店数、約1万5000店に増加[1]。レンタル代金の低価格化競争が激しく、映画興行への悪影響を懸念[1]。
  - 12月10日 - 松竹大船撮影所新館2-3号棟、フィルム原版倉庫完成[1]。
  - 12月17日 - 東宝、創立55周年記念年忘れパーティーを新高輪プリンスホテルで開催[3]。
  - 12月26日 - 勝新太郎監督『座頭市』ロケ中に俳優・加藤光夫が事故死[1]。

## 周年
- 誕生100周年
  - ハリウッド[1]
- 創立75周年
  - パラマウント映画[1]
- 創立55周年
  - 東宝[1]

## 日本の映画興行
- 入場料金（大人）
  - 1,500円[5]
  - 映画館・映画別
    - 1,500円（松竹、正月映画『男はつらいよ 幸福の青い鳥』）[6]
    - 1,500円（松竹、8月公開『男はつらいよ 知床慕情』）[7]

  - 1,494円（統計局『小売物価統計調査（動向編） 調査結果』[8] 銘柄符号 9341「映画観覧料」）[9]
- 入場者数 1億4394万人[10] - 1981年（昭和56年）の1億4945万人を下回るワースト記録[11]。〔ただし、1989年にはワースト記録を更新する。〕レンタルを含むビデオソフトの伸張によって、特にヤング層の劇場離れを生じさせたとキネマ旬報は分析している[11]。
- 興行収入 1611億5500万円[10]
- 家庭用ビデオテープレコーダ(VTR)の普及率 43.0% (内閣府「消費動向調査」)[12]

| 配給会社 | 配給本数 | 配給本数 | 配給本数 | 年間配給収入  | 概要 |
| 配給会社 | 新作     | 再映     | 洋画     | 前年対比      | 概要 |
| -------- | -------- | -------- | -------- | ------------- | --- |
| 松竹     | 23       | 23       | 23       | 52億6187万円  | 『男はつらいよ 知床慕情』/『塀の中の懲りない面々』（12.4億円）、『男はつらいよ 幸福の青い鳥』など（10.3億円）の2番組が配給収入10億円の大台をクリアした。動員映画の『二十四の瞳』（6億円）は伸び悩み。秋の3番組〔『塀の中のプレイボール』など〕は全くの不振。アイドル映画の『アイドルを探せ』/『Let's豪徳寺!』と『パッセンジャー 過ぎ去りし日々』は惨敗。 松竹富士配給の『ハチ公物語』（20億円）は1987年邦画配給収入トップになった。 |
| 松竹     | 22       | 1        | 0        | 112.7%        | 『男はつらいよ 知床慕情』/『塀の中の懲りない面々』（12.4億円）、『男はつらいよ 幸福の青い鳥』など（10.3億円）の2番組が配給収入10億円の大台をクリアした。動員映画の『二十四の瞳』（6億円）は伸び悩み。秋の3番組〔『塀の中のプレイボール』など〕は全くの不振。アイドル映画の『アイドルを探せ』/『Let's豪徳寺!』と『パッセンジャー 過ぎ去りし日々』は惨敗。 松竹富士配給の『ハチ公物語』（20億円）は1987年邦画配給収入トップになった。 |
| 東宝     | 32       | 32       | 32       | 115億4610万円 | 前年の『子猫物語』のような超ヒット作はなく、『ドラえもん のび太と竜の騎士』など（15.0億円）、『竹取物語』（14.5億円）、『マルサの女』（12.5億円）、動員映画の『次郎物語』（12.3億円）の4番組が大台を突破した。『恋する女たち』（9.5億円）、『トットチャンネル』はまずまずの成績。『映画女優』は伸び悩み。『刑事物語5 やまびこの詩』は不振。                                                                                         |
| 東宝     | 27       | 0        | 5        | 70.4%         | 前年の『子猫物語』のような超ヒット作はなく、『ドラえもん のび太と竜の騎士』など（15.0億円）、『竹取物語』（14.5億円）、『マルサの女』（12.5億円）、動員映画の『次郎物語』（12.3億円）の4番組が大台を突破した。『恋する女たち』（9.5億円）、『トットチャンネル』はまずまずの成績。『映画女優』は伸び悩み。『刑事物語5 やまびこの詩』は不振。                                                                                         |
| 東映     | 30       | 30       | 30       | 90億7607万円  | 10億円の大台突破は『ビー・バップ・ハイスクール 高校与太郎行進曲』（10.1億円）だけだが、正月（7.8億円）と夏（8億円）の東映まんがまつりが好調、『吉原炎上』（6億円）・『夜汽車』・『極道の妻たちII』などのアダルト路線は『女衒 ZEGEN』を除き安定した成績。『スケバン刑事』（6.3億円）は成功したが、『新宿純愛物語』（5億円）は伸び切れなかった。                                                                                      |
| 東映     | 26       | 0        | 4        | 83.8%         | 10億円の大台突破は『ビー・バップ・ハイスクール 高校与太郎行進曲』（10.1億円）だけだが、正月（7.8億円）と夏（8億円）の東映まんがまつりが好調、『吉原炎上』（6億円）・『夜汽車』・『極道の妻たちII』などのアダルト路線は『女衒 ZEGEN』を除き安定した成績。『スケバン刑事』（6.3億円）は成功したが、『新宿純愛物語』（5億円）は伸び切れなかった。                                                                                      |
| にっかつ | 63       | 63       | 63       | 22億7010万円  | ソフト・ポルノへの転換となる『嵯峨野の宿』/『愛しのハーフ・ムーン』は成功しなかった。氾濫するアダルトビデオの影響を受けジリ貧となっている状態で、皮肉なことにビデオの人気者小林ひとみ起用作が高水準を記録。 |
| にっかつ | 59       | 3        | 1        | 87.0%         | ソフト・ポルノへの転換となる『嵯峨野の宿』/『愛しのハーフ・ムーン』は成功しなかった。氾濫するアダルトビデオの影響を受けジリ貧となっている状態で、皮肉なことにビデオの人気者小林ひとみ起用作が高水準を記録。 |

出典:「1987年度日本映画・外国映画業界総決算 日本映画」『キネマ旬報』1988年（昭和63年）2月下旬号、キネマ旬報社、1988年、186 - 192頁。

## 各国ランキング

### 日本配給収入ランキング
| 順位 | 題名                                         | 製作国             | 配給                 | 配給収入 |
| ---- | -------------------------------------------- | ------------------ | -------------------- | -------- |
| 1    | トップガン                                   | アメリカ合衆国の旗 | UIP                  | 39.0億円 |
| 2    | ハチ公物語                                   | 日本の旗           | 松竹富士             | 20.0億円 |
| 3    | プラトーン                                   | アメリカ合衆国の旗 | ワーナー・ブラザース | 18.0億円 |
| 4    | アンタッチャブル                             | アメリカ合衆国の旗 | UIP                  | 17.5億円 |
| 5    | ドラえもん のび太と竜の騎士 プロゴルファー猿 | 日本の旗           | 東宝                 | 15.0億円 |
| 6    | 竹取物語                                     | 日本の旗           | 東宝                 | 14.5億円 |
| 7    | ビバリーヒルズ・コップ2                      | アメリカ合衆国の旗 | UIP                  | 14.2億円 |
| 8    | マルサの女                                   | 日本の旗           | 東宝                 | 12.5億円 |
| 9    | 男はつらいよ 知床慕情 塀の中の懲りない面々   | 日本の旗           | 松竹                 | 12.4億円 |
| 10   | 次郎物語                                     | 日本の旗           | 東宝                 | 12.3億円 |

出典:1987年配給収入10億円以上番組 - 日本映画製作者連盟

### 北米興行収入ランキング
| 順位 | 題名                       | スタジオ             | 興行収入     |
| ---- | -------------------------- | -------------------- | ------------ |
| 1.   | スリーメン&ベビー          | タッチストーン       | $167,780,960 |
| 2.   | 危険な情事                 | パラマウント         | $156,645,693 |
| 3.   | ビバリーヒルズ・コップ2    | パラマウント         | $153,665,036 |
| 4.   | グッドモーニング, ベトナム | タッチストーン       | $123,922,370 |
| 5.   | 月の輝く夜に               | MGM                  | $80,640,528  |
| 6.   | アンタッチャブル           | パラマウント         | $76,270,454  |
| 7.   | 摩天楼はバラ色に           | ユニバーサル         | $66,995,879  |
| 8.   | 張り込み                   | タッチストーン       | $65,673,233  |
| 9.   | リーサル・ウェポン         | ワーナー・ブラザース | $65,207,127  |
| 10.  | イーストウィックの魔女たち | ワーナー・ブラザース | $63,766,510  |

出典:  “1987 Domestic Yearly Box Office Results”.  Box Office Mojo. 2015年12月24日閲覧。

## 日本公開映画
1987年の日本公開映画を参照。

## 受賞
- 第60回アカデミー賞
  - 作品賞 - 『ラストエンペラー』
  - 監督賞 - ベルナルド・ベルトルッチ（『ラストエンペラー』）
  - 主演男優賞 - マイケル・ダグラス（『ウォール街』）
  - 主演女優賞 - シェール（『月の輝く夜に』）

- 第45回ゴールデングローブ賞
  - 作品賞 (ドラマ部門) - 『ラストエンペラー』
  - 主演女優賞 (ドラマ部門) - サリー・カークランド（『アナ』）
  - 主演男優賞 (ドラマ部門) - マイケル・ダグラス（『ウォール街』）
  - 作品賞 (ミュージカル・コメディ部門) - 『戦場の小さな天使たち』
  - 主演女優賞 (ミュージカル・コメディ部門) - シェール（『月の輝く夜に』）
  - 主演男優賞 (ミュージカル・コメディ部門) - ロビン・ウィリアムズ（『グッドモーニング, ベトナム』）
  - 監督賞 - ベルナルド・ベルトルッチ（『ラスト・エンペラー』）

- 第53回ニューヨーク映画批評家協会賞 - 『ブロードキャスト・ニュース』

- 第40回カンヌ国際映画祭
  - パルム・ドール - 『悪魔の陽の下に』（モーリス・ピアラ）
  - 監督賞 - ヴィム・ヴェンダース（『ベルリン・天使の詩』）
  - 男優賞 - マルチェロ・マストロヤンニ（『黒い瞳』）
  - 女優賞 - バーバラ・ハーシー（『或る人々』）

- 第44回ヴェネツィア国際映画祭
  - 金獅子賞 - 『さよなら子供たち』（ルイ・マル)

- 第37回ベルリン国際映画祭
  - 金熊賞 - 『The Theme』 (グレブ・パンフィーロフ)

- 第11回日本アカデミー賞
  - 最優秀作品賞 - 『マルサの女』（伊丹十三）
  - 最優秀主演男優賞 - 山﨑努（『マルサの女』）
  - 最優秀主演女優賞 - 宮本信子（『マルサの女』）

- 第30回ブルーリボン賞
  - 作品賞 - 『マルサの女』
  - 主演男優賞 - 陣内孝則（『ちょうちん』）
  - 主演女優賞 - 三田佳子（『別れぬ理由』）
  - 監督賞 - 原一男（『ゆきゆきて、神軍』）

- 第61回キネマ旬報ベスト・テン
  - 外国映画第1位 - 『グッドモーニング・バビロン!』
  - 日本映画第1位 -  『マルサの女』

- 第42回毎日映画コンクール
  - 日本映画大賞 - 『マルサの女』

- 第3回芸術作品賞
  - 映画関係（長編映画）
    - 『男はつらいよ 知床慕情』
    - 『イタズ 熊』

  - 映画関係（短編映画）
    - 『丹後の藤織り』[16]
    - 『ふるさとからくり風土記 -八女福島の燈籠人形-』[17][18]

## 誕生
- 1月9日 - 井上真央、日本の女優
- 2月1日 - 井澤詩織、日本の声優
- 2月6日 - 市原隼人、日本の俳優
- 2月10日 - 石田卓也、日本の俳優
- 2月16日 - 香椎由宇、日本の女優
- 2月16日 - 三浦涼介、日本の俳優
- 2月24日 - 岩佐真悠子、日本の女優
- 3月6日 - 松下洸平、日本の俳優
- 4月27日 - 鈴木杏、日本の女優
- 5月13日 - 黒川芽以、日本の女優
- 6月3日 - 長澤まさみ、日本の女優
- 6月25日 - 伊藤隆大、日本の俳優（+2009年）
- 7月16日 - 松田まどか、日本の女優
- 8月1日 - 柊瑠美、日本の女優
- 8月11日 - 蒼井翔太、日本の声優
- 8月14日 - 浅利陽介、日本の俳優
- 8月16日 - 喜多村英梨、日本の声優
- 8月19日 - 西原亜希、日本の女優
- 8月20日 - 落合福嗣、日本の声優
- 9月8日 - 本仮屋ユイカ、日本の女優
- 9月28日 - ヒラリー・ダフ、アメリカの女優・歌手
- 10月4日 - 村川絵梨、日本の女優
- 10月8日 - 平野綾、日本の声優
- 10月19日 - 木村文乃、日本の女優
- 10月23日 - 沢井美優、日本の女優
- 11月12日 - 高良健吾、日本の俳優
- 12月16日 - 金元寿子、日本の声優
- 12月23日 - 倉科カナ、日本の女優

## 死去
| 日付 | 日付 | 名前                   | 国籍               | 年齢  | 職業                       |
| 1月  | 14日 | ダグラス・サーク       | アメリカ合衆国の旗 | 86    | 映画監督                   |
| 1月  | 15日 | レイ・ボルジャー       | アメリカ合衆国の旗 | 83    | 俳優                       |
| 1月  | 31日 | イヴ・アレグレ         | フランスの旗       | 79    | 映画監督                   |
| 2月  | 2日  | アリステア・マクリーン | アメリカ合衆国の旗 | 64    | 作家・脚本家               |
| 3月  | 2日  | ランドルフ・スコット   | アメリカ合衆国の旗 | 89    | 俳優                       |
| 3月  | 7日  | アンリ・ドカエ         | フランスの旗       | 72    | 撮影監督                   |
| 3月  | 28日 | パトリック・トラウトン | イングランドの旗   | 67    | 俳優                       |
| 4月  | 19日 | ミルト・カール         | アメリカ合衆国の旗 | 78    | アニメーター               |
| 4月  | 25日 | 吉田庄太郎             | 日本の旗           | 62    | 録音技師                   |
| 5月  | 3日  | 馬淵薫                 | 日本の旗           | 76    | 脚本家                     |
| 5月  | 3日  | ダニー・ケイ           | アメリカ合衆国の旗 | 74    | 俳優・歌手・コメディアン   |
| 5月  | 14日 | リタ・ヘイワース       | アメリカ合衆国の旗 | 68    | 女優                       |
| 6月  | 13日 | ジェラルディン・ペイジ | アメリカ合衆国の旗 | 62    | 女優                       |
| 6月  | 16日 | 鶴田浩二               | 日本の旗           | 62    | 俳優                       |
| 6月  | 22日 | フレッド・アステア     | アメリカ合衆国の旗 | 88    | 俳優・ダンサー             |
| 6月  | 24日 | ジャッキー・グリーソン | アメリカ合衆国の旗 | 71    | 俳優                       |
| 7月  | 17日 | 石原裕次郎             | 日本の旗           | 52    | 俳優                       |
| 7月  | 20日 | 有島一郎               | 日本の旗           | 71    | 俳優                       |
| 8月  | 1日  | ポーラ・ネグリ         | ポーランドの旗     | 90    | 女優                       |
| 8月  | 16日 | 栗島すみ子             | 日本の旗           | 85    | 女優                       |
| 8月  | 17日 | クラレンス・ブラウン   | アメリカ合衆国の旗 | 97    | 映画監督                   |
| 8月  | 28日 | ジョン・ヒューストン   | アメリカ合衆国の旗 | 81    | 映画監督・俳優             |
| 8月  | 29日 | リー・マーヴィン       | アメリカ合衆国の旗 | 63    | 俳優                       |
| 9月  | 13日 | マーヴィン・ルロイ     | アメリカ合衆国の旗 | 86    | 映画監督                   |
| 9月  | 23日 | ボブ・フォッシー       | アメリカ合衆国の旗 | 60    | ダンサー・振付師・映画監督 |
| 9月  | 25日 | メアリー・アスター     | アメリカ合衆国の旗 | 81    | 女優                       |
| 10月 | 13日 | キショレ・クマール     | インドの旗         | 58    | 歌手・俳優                 |
| 10月 | 22日 | リノ・ヴァンチュラ     | イタリアの旗       | 68    | 俳優                       |
| 11月 | 17日 | 川口浩                 | 日本の旗           | 51    | 俳優                       |
| 12月 | 4日  | ルーベン・マムーリアン | アメリカ合衆国の旗 | 90    | 映画監督                   |
| 12月 | 21日 | ラルフ・ネルソン       | アメリカ合衆国の旗 | 71    | 映画監督                   |
| 不明 | 不明 | テッド・ムーア         | イギリスの旗       | 72-73 | 撮影監督                   |